# Евгений Евтушенко
Евгений Александрович Евтушенко (фамилно име по рождение: Гангнус) е руски поет, писател, режисьор, сценарист, журналист и актьор. Поезията му съдържа протест срещу догмите и застоя, дръзновението и стремежа към дълбоко осмисляне на живота.

## Биография
Баща му Александър Рудолфович Гангнус, прибалтийски немец, е геолог и поет-лирик, а майка му Зинаида Ермолаевна Евтушенко е геолог и актриса. През 1944 г., след завръщането си в Москва от евакуация на гарата в град Зима, майката на поета променя фамилното име на сина си.
Първата си поема публикува през 1949 г. във вестник „Съветски спорт“. През 1952 г. публикува първата книга със стихове. През 1952 г. става най-младия член на Писателския съюз.
Периодът от 1950-те до 1980-те години са време на поетичен бум в СССР, когато придобиват огромна популярност Белла Ахмадулина, А. Вознесенски, Булат Окуджава, Роберт Рождественски, Е. Евтушенко. Те въодушевяват цялата страна с творчество, което е ново, независимо, неофициално. Изпъленията на тези автори пълнят стадиони, а поезията им е сред основните белези на периода, наречен „размразяването“.
През следващите години Евтушенко публикува няколко сборника, получили голяма популярност. Произведенията му се отличават с широка гама от настроения и жанрово разнообразие, включително интимна лирика. В поемата „Северная надбавка“ (1977) е включена истинска ода за бирата. Няколко поеми и цикли стихотворения са посветени на чуждестранна и антивоенна тематика.
За изключителния успех на Евтушенко спомага простотата и достъпността на неговите стихове, а също и скандалите, раздухвани от критиката около името му. Разчитайки на публицистичен ефект, Евтушенко ту избира за стиховете си теми от актуалната политика на партията, ту ги адресира до критично настроеното общество. Пише леко, обича играта на думи и звукове.
Известност получават сценичните изпълнения на Евтушенко, на които той с успех чете собствените си произведения.
През 1963 г. е номиниран за Нобелова награда по литература. Бил е секретар на управлението на Съюза на писателите на СССР, избиран е и за депутат във Върховния съвет на СССР.
През 1991 г. подписва договор с университета в град Тълса, щат Оклахома, и заминава със семейството си да преподава в САЩ, където живее постоянно, отвреме-навреме посещавайки Русия.
Женил се е 4 пъти. Има общо петима синове от всички бракове. Владее английски, испански, италиански и френски език. Любимият му поет и писател е Пушкин.
През 2013 г., на 81-годишна възраст, му е ампутиран десният крак. Умира в болница в Тълса на 1 април 2017 г. Вдовицата му Мария Новикова съобщава, че той умира спокойно, докато е спи, от сърдечна недостатъчност. Синът му Евгений съобщава, че преди около 6 години Евтушенко е лекуван от рак, като му е отстранен бъбрек, но болестта се връща преди смъртта му.

## Творчество

### Поеми
- „Станция Зима“ (Станция Зима) (1953 – 1956).
- „Бабий яр“ (1961).
- „Братская ГЭС“ (Братската хидроелектростанция) (1965).
- „Пушкинский перевал“ (1965).
- „Коррида“ (Корида) (1967).
- „Под кожей статуи Свободы“ (Под кожата на Статуята на Свободата) (1968).
- „Казанский университет“ (1970)
- „Снег в Токио“ (Сняг в Токио) (1974).
- „Ивановские ситцы“ (1976).
- „Северная надбавка“ (1977).
- „Голубь в Сантьяго“ (Гълъб в Сантяго) (1974 – 1978).
- „Непрядва“ (1980)
- „Мама и нейтронная бомба“ (Майка ми и неутронната бомба) (1982)
- „Дальняя родственница“ (Далечна роднина) (1984)
- „Фуку!“ (1985)
- „Тринадцать“ (Тринадесетте) (1996)
- „В полный рост“ (1969 – 2000)
- „Просека“ (1975 – 2000)

### Стихосбирки
- „Разведчики грядущего“ (Разузнавачи на бъдещето) (1952)
- „Третий снег“ (Трети сняг) (1955)
- „Шоссе Энтузиастов“ (Шосето на ентусиастите) (1956)
- „Обещание“ (Обещание) (1957)
- „Взмах руки“ (Махът на ръцете) (1962)
- „Нежност“ (Нежност) (1962)
- „Катер связи“ (1966)
- „Идут белые снеги“ (1969)
- „Поющая дамба“ (1972)
- „Интимная лирика“ (1973)
- „Утренний народ“ (1978)
- „Отцовский слух“ (1978)
- „Стихотворения“ (1987)
- „Я прорвусь в двадцать первый век…“ (2001)
- „Окно выходит в белые деревья“ (2007)
- „Гимн России“
- „Моя футболиада“ (1969 – 2009)
- „Счастья и расплаты“ (2012)

### Романи
- „Ягодные места“ (1982)
- „Не умирай прежде смерти“ (1991 – 1993)

### Повести
- „Пирл-Харбор“ („Мы стараемся сильнее“) (1967)
- „Ардабиола“ (1981)

### Публицистика
- „Примечания к автобиографии“ (около 1970) – ръкопис, разпространява като самиздат.
- „Талант есть чудо неслучайное“ (1980) – книга с литературнокритически статии.
- „Завтрашний ветер“. М.: Правда, 1987. 480 с.
- „Политика – привилегия всех“. Книга публицистики. М.: Агентство печати „Новости“, 1990. 624 с.

### Мемоари
- „Волчий паспорт“. М.: Вагриус, 1998. 576 с.
- „Шести-десантник: Мемуарная проза“. М.: АСТ; Зебра, 2006.

### На български
- Избрани стихотворения. Превод от руски Владимир Башев. София: Народна култура, 1965, 129 с.
- Талантът не е случайно чудо. София: Народна култура, 1982, 216 с.
- Диви плодове. София: Народна култура, 1983, 311 с.
- Под всевиждащото небе. София: Народна култура, 1988, 226 с.
- Третата памет. София: Български писател, 2006, 96 с.
- Не умирай преди смъртта. София: Български писател, 2006, 403 с.
- Вълчи паспорт. Превод от руски Нели Христова. Пловдив: Жанет-45, 2009, 744 с.[1]